# Vila Nova de São Bento
 Vila Nova de São Bento (ehemals: Aldeia Nova de São Bento) ist ein Ort und eine ehemalige Gemeinde in der portugiesischen Region Alentejo.

## Geschichte
Im 14. Jahrhundert erhielt der Ritterorden von Avis das Gebiet von König D.Dinis zur Besiedlung und gründete hier verschiedene Ortschaften. Im Verlauf des Restaurationskrieges ab 1640 entstand der heutige Ort, als hier portugiesische Truppen lagerten. Vor den spanischen Armeen geflohene Bewohner umliegender portugiesischer Orte flohen zu ihnen, um ihren Schutz zu suchen. König D. João IV ließ daraufhin dort Häuser für sie errichten, und der heutige Ort entstand.
Im Jahr 1988 wurde die bisherige Aldeia Nova de São Bento (Aldeia, Portugiesisch für Dorf) zur Vila (Kleinstadt) erhoben und umbenannt.
Mit der Verwaltungsreform 2013 wurde die bisher eigenständige Gemeinde mit Vale de Vargo zu einer neuen Gemeinde zusammengefasst.

## Sehenswürdigkeiten und Kultur
Zu seinen verschiedenen Baudenkmälern zählt, neben dem alten Zollgebäude und verschiedenen Sakralbauten, die spätbarocke Gemeindekirche Igreja Paroquial de Aldeia Nova de São Bento (auch einfach Igreja de São Bento) aus dem 18. Jahrhundert.
Überregional bekannt wurde der traditionelle Männerchor des Cante-alentejano-Gesangs (seit 2014 Teil der UNESCO-Kulturerbeliste), der Rancho de Cantadores de Aldeia Nova de São Bento. Er wurde 1986 gegründet und ist seither sowohl landesweit als auch international häufig aufgetreten, auch in Deutschland.

## Verwaltung
Vila Nova de São Bento war Sitz einer gleichnamigen Gemeinde (Freguesia) im Kreis (Concelho) von Serpa im Distrikt Beja. Die Gemeinde hatte eine Fläche von Fläche von 242,2 km² und 3079 Einwohner (Stand 30. Juni 2011). Dies entspricht einer Bevölkerungsdichte von 12,7 Einw./km².
Folgende Orte liegen im Gebiet der ehemaligen Gemeinde:
| - A do Pinto - Brejos - Californias Novas - Crespo - Monte da Charneca - Monte da Cunca - Monte João Gago - Monte Raimundo | - Monte Vale Gamitos - Monte Vale Viegas - Penalva - São Marcos - Sopos - Vale Covo - Vila Nova de São Bento |

Im Zuge der Gebietsreform im September 2013 wurden Vila Nova de São Bento mit Vale de Vargo zur neuen Gemeinde Vila Nova de São Bento e Vale de Vargo zusammengefasst, Sitz der Gemeinde wurde Vila Nova de São Bento.

## Söhne und Töchter
- Manuel Monge (* 1938), ehemaliger General und Regierungspräsident des Distriktes Beja
- Filipe La Féria (* 1945), Theaterregisseur und Intendant des Teatro Politeama